# Эль-Махмудия (Ирак)
Эль-Махмудия (араб. المحمودية‎) — город в центральной части Ирака, расположенный на территории мухафазы Багдад. Административный центр одноимённого округа.
Город находится на площади так называемого иракского «Треугольника смерти» («Triangle of Death») — территории между городами Эль-Махмудия, Искандария и Юсуфия.

## Географическое положение
Город находится в южной части мухафазы, в междуречье Тигра и Евфрата, на высоте 31 метра над уровнем моря.

Эль-Махмудия расположена на расстоянии приблизительно 15 километров к югу от Багдада, административного центра провинции и столицы страны.

## Население
На 2012 год население города составляло 68 054 человека. В национальном составе преобладают арабы, в конфессиональном — мусульмане-сунниты.